# Christian Danner
Christian Danner (n. 4 aprilie 1958, München, RFG) este un fost pilot de Formula 1. De-a lungul carierei a luat startul în 36 de curse, niciuna din pole-position. Nu a câștigat nicio cursă și nu a terminat niciodată pe podium, acumulând 4 puncte în întreaga activitate ca pilot de Formula 1.